# Ширококлювый манакин
Ширококлювый манакин (лат. Sapayoa aenigma) — единственный вид семейства Sapayoidae из подотряда тиранновых отряда воробьинообразных, встречающийся в равнинных тропических лесах в Панаме и на северо-западе Южной Америки. Как и следует из эпитета aenigma («загадка»), его родственные связи с другими видами долгое время оставались не разгаданными. В естественных местах обитания его легко пропустить или не заметить, но, по-видимому, этот вид имеет большой ареал и не считается МСОП находящимся под угрозой исчезновения.

## Описание
Ширококлювый манакин — небольшая птица оливкового цвета c несколько более бледно окрашенной нижней поверхностью тела и с желтоватым горлом. Внешним обликом он похож на более крупную, более длиннохвостую, более ширококлювую самку манакина. Его обилие характеризуют обычно в терминах «редок» или «необычен». Он встречается в лесах подлеском, предпочитая места с оврагами и небольшими ручьями. Его, как правило, наблюдают в парах или в смешанных многовидовых стаях. Он проводит долгое время на присадах, совершая короткие броски, чтобы сорвать плод или поймать насекомое в листве или в воздухе. Его плоский и широкий клюв в некотором роде напоминает тираннов-плоскоклювов. Другие аспекты биологии этого вида к концу 2003 года ещё не были известны.

## Таксономия и систематика
Этот вид всегда представлял монотипический род Sapayoa и изначально рассматривался как представитель тиранн Нового Света; в частности, был отнесён к семейству манакиновых (Pipridae). Тем не менее, вид был внесён в список incertae sedis (таксонов с неопределённым положением) по классификации Сибли — Алквиста, так как:

предварительные исследования с помощью ДНК-ДНК гибридизации … показывают, что этот вид является либо родственником семейства Eurylaimidae Старого Света, либо сестринской группой всех остальных Tyrannides, как это предлагалось ранее в основании биохимических данных …. В любом случае, это не близкий родственник манакинов или любого другого современного представителя Tyrannides.
Более поздние исследования показали, что это вовсе не тиранна Нового Света, а тиранна Старого Света. В 2004 году было показано, что Sapayoa является реликтом среди американских тиранновых. В более ранней работе, основанной на анализе ядерной ДНК (а именно данных по структуре интрона 2 гена миоглобина и интрона 11 гена GAPDH) авторы обнаружили, что Sapayoa —

глубокая ветвь в группе рогоклювов и питт тропиков Старого Света.
Соответственно, Sapayoa является последним выжившим в Новом Свете представителем той линии, которая развивалась в Австралии и Новой Гвинее с тех времён, когда Гондвана начала раскалываться на части. Предполагается, что предки Sapayoa проникли в Южную Америку через Антарктиду и западный Антарктический полуостров.
В настоящее время Sapayoa иногда рассматривают в семействе Eurylaimidae вместе с рогоклювами. Другие исследователи предварительно помещают Sapayoa в семейство мадагаскарских питтовых (Philepittidae), обитающих только на Мадагаскаре, иногда также включаемых в семейство рогоклювовых.
Однако дивергенция между рогоклювами и Sapayoa, показанная в исследовании 2003 года, оказалась лишь немного менее глубокой, чем между Sapayoa и питтами. Возможно даже, хотя маловероятно, что данный вид на самом деле ближе к питтам, чем к рогоклювам. В результате было предложено поместить Sapayoa в своё собственное монотипическое семейство Sapayoidae, как это и сделано здесь.